# Koreocobitis rotundicaudata
Koreocobitis rotundicaudata är en fiskart som först beskrevs av Wakiya och Tamezo Mori botanist 1929.  Koreocobitis rotundicaudata ingår i släktet Koreocobitis och familjen nissögefiskar. Inga underarter finns listade i Catalogue of Life.